# Cereali per la colazione

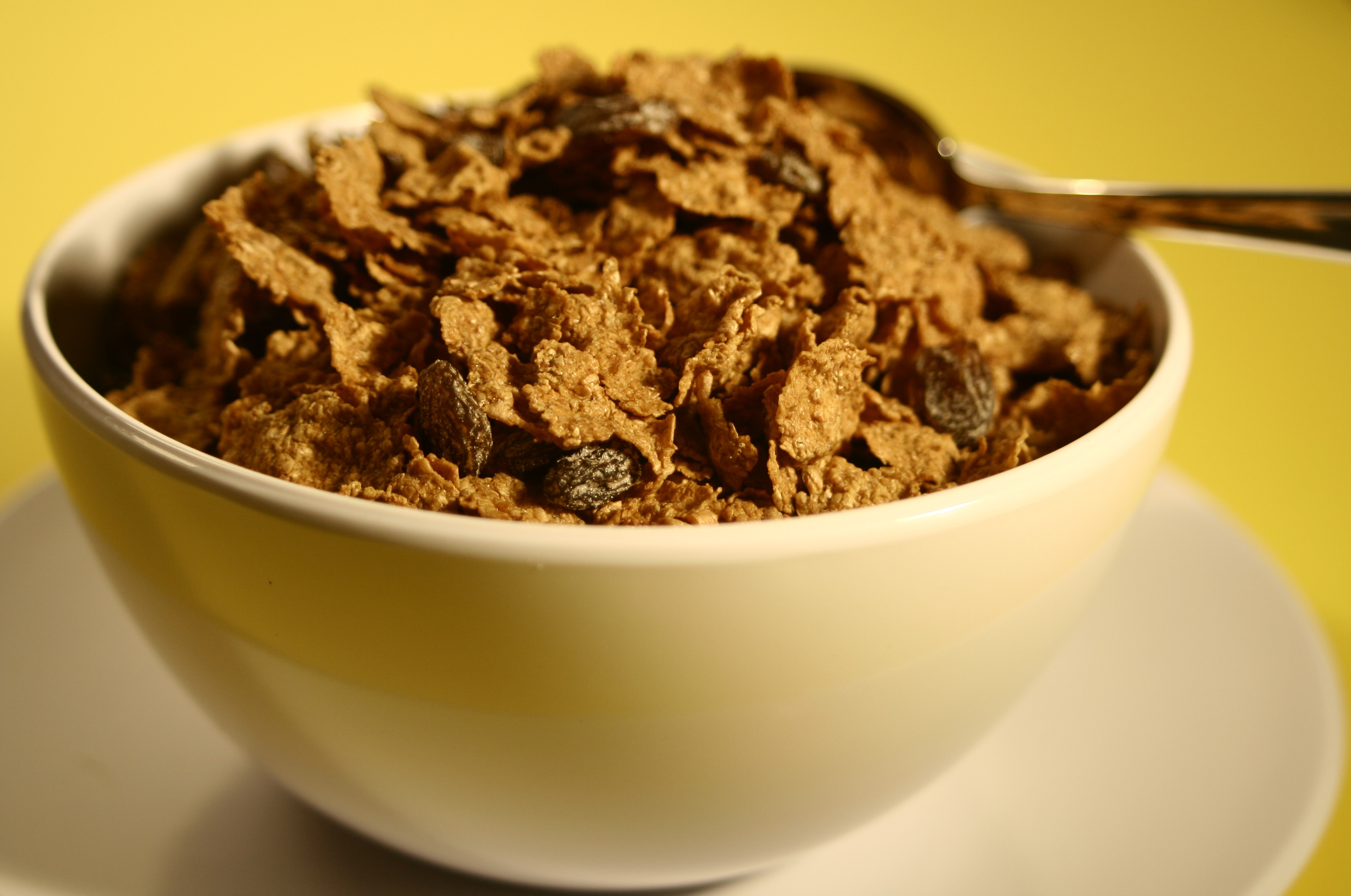
Fiocchi di cereali e uvetta

I cereali, formalmente chiamati cereali per la colazione, sono un alimento industriale consumato a colazione assieme al latte e diffuso soprattutto in Occidente. Esistono diverse tipologie di cereali per la colazione:
- Fiocchi di cereali: i chicchi di cereali vengono cotti a pressione, asciugati, raffreddati e pressati da dei rulli prima di venire tostati.
- Cereali soffiati: i cereali vengono sottoposti a pressione affinché l'acqua al loro interno li gonfi. Infine vengono fatti essiccare.
- Cereali estrusi: dopo essere stati dosati, farine, amido e altri ingredienti secchi vengono cotti e impastati in una miscela di acqua, sale, malto, aromi e acqua all'interno di una macchina particolare detta "estrusatore". In seguito l'impasto viene messo sotto pressione in modo da dare ai cereali una struttura soffiata o altri tipi di forma.

## Storia

### Antecedenti
Sin dai tempi antichi l'uomo consuma cereali come l'avena, l'orzo e il grano a colazione. Gli antichi Greci ed Etruschi si nutrivano con degli antesignani del porridge, un alimento ottenuto facendo bollire chicchi macinati nel latte. Per rendere più appetibile il mais, i nativi americani consumavano il grits (dall'antico inglese grēot, che significa "ghiaia"), e il nixtamal, anche conosciuto come hominy. Entrambi gli alimenti fanno oggi parte della cucina degli Stati Uniti meridionali.
Nel 1854, Ferdinand Schumacher, un tedesco che lavorava nel retrobottega di un piccolo negozio di Akron, utilizzò un macinino per tritare l'avena. Nel 1872 fondò la German Mills American Oatmeal Company, la prima produttrice di fiocchi d'avena d'America.

### Origini

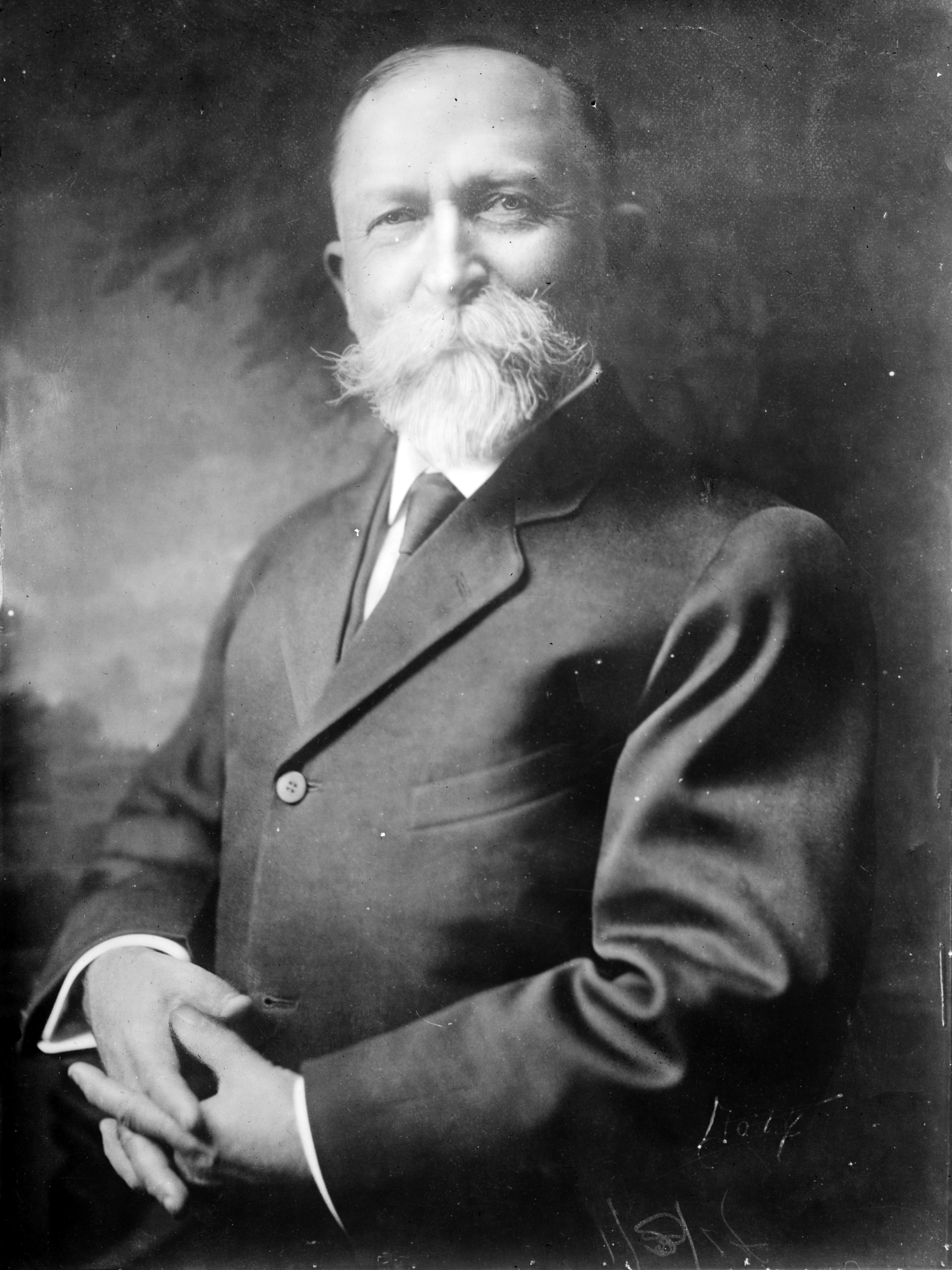
John Harvey Kellogg

I cereali della colazione come li conosciamo oggi vennero inventati nell'Ottocento e si diffusero, inizialmente negli USA e poi nel resto del mondo, grazie a una serie di fattori, quali la loro praticità, la convenienza e ad attente operazioni di marketing.
I primi veri cereali per la colazione di cui si ha memoria sono le Granula, dense crocchette di crusca inventate nel 1863 da James Caleb Jackson, gestore dell'Our Home on the Hillside, una struttura ospedaliera di Dansville, nello stato di New York. Le Granula ebbero poca fortuna in quanto vi era la scomoda necessità di lasciarle in ammollo nel latte per una notte intera per poterle consumare.
Intorno al 1879 il nuovaiorchese George H. Hoyt creò la Wheatena durante un'epoca in cui i rivenditori erano soliti comprare cereali (i più popolari erano il bulgur, la farina d'avena e la cosiddetta cerealine) in lotti di barili per poi rivenderli al chilo. Hoyt sfruttava un inedito metodo per trasformare il grano in cereali per la colazione e vendeva la Wheatena in scatole, garantendo così una certa praticità al prodotto e rendendolo adeguato da un punto di vista igienico.
Un ruolo di particolare importanza nella storia dei cereali per la colazione lo rivestirono gli avventisti del settimo giorno del Michigan che, durante l'Ottocento, promossero delle colazioni a base di prodotti cerealicoli e senza carne, che era allora un alimento di base della colazione negli USA, e resero queste regole alimentari parte integrante della loro religione verso la fine del secolo. I sanatori gestiti dagli avventisti furono, non a caso, i primi luoghi in cui venivano servite delle colazioni senza carne e a base di prodotti cerealicoli. Il sanatorio di Battle Creek, era gestito dall'avventista John Harvey Kellogg (1851-1943), ed era frequentato da molti ricchi industriali. In linea con il suo credo, Kellogg inventò la granola, una miscela di miele e cereali da abbinare al latte, e poi i più leggeri corn flakes, brevettati nel 1891. Quattro anni più tardi, Kellogg lanciò il marchio Cornflakes, destinato a conquistare il mercato nazionale e a far emergere decine di concorrenti nell'area di Battle Creek. Dopo aver lavorato per anni per Kellogg, suo fratello Will Keith Kellogg (1860–1951) acquistò i diritti sui Cornflakes e fondò, nel 1906, la Kellogg Toasted Corn Flake Company, poi rinominata Kellogg's. A dispetto di John, William Kellogg si focalizzò molto meno sull'idea di produrre del cibo salutare e diede il via ad aggressive campagne pubblicitarie per promuovere i suoi prodotti.
Charles William Post (1854-1914), considerato anch'egli uno dei maggiori innovatori dell'industria dei cereali, era stato un paziente presso il sanatorio di Kellogg durante la fine dell'Ottocento. Dopo essere rimasto colpito dalla locale dieta a base di cereali, inventò un sostituto del caffè chiamato Postum. Nel 1897 (secondo altre fonti nel 1898) lanciò i Grape-Nuts, dei cereali per la colazione dall'aroma di nocciola (questo sebbene non contenessero della frutta secca). Dopo la morte di Post, l'attività, che aveva guadagnato un fatturato multimilionario, acquisì altre società prima di cambiare nome in General Foods nel 1929.
Intorno al 1900 il medico svizzero Maximilian Bircher-Benner inventò i muesli con fiocchi d'avena crudi, frutta e noci per i pazienti del suo ospedale.

### Diffusione
I cereali per la colazione si diffusero anche in Europa, come confermano ad esempio i Force, immessi nel mercato britannico nel 1902. L'omonima azienda arriverà a vendere milioni di confezioni negli anni a venire prima di chiudere i battenti durante il nuovo millennio.
Durante l'Esposizione internazionale della Luisiana del 1904, la Quaker Oats Company inaugurò i suoi cereali di frumento e riso soffiato, preparati sottoponendo dei grani crudi a getti d'aria compressa che aumentavano di molte volte il loro volume.
Negli anni venti, grazie a una massiccia campagna promozionale, la General Mills divenne una delle maggiori compagnie produttrici di cereali. Nel 1921, James Ford Bell, dapprima presidente di un'azienda di macinazione del grano di Minneapolis e poi della General Mills, inventò dei fiocchi di frumento ottenuti dapprima temperando, cuocendo a vapore e macinando il grano e poi lavorandolo con sciroppo, zucchero e sale. Successivamente, gli stessi venivano messi in una pentola a pressione, ove si "accartocciavano", e infine in un forno elettrico, dove venivano essiccati. Durante la metà del decennio, la General Mills inaugurò i celebri Wheaties, che nel 1941 conquistarono da soli il 12% di tutto il mercato dei cereali. Sfruttando la tecnica della soffiatura dei cereali, l'azienda ideò, più tardi, i Kix e i Cheerios, rispettivamente a base di mais e avena.

### I nuovi cereali

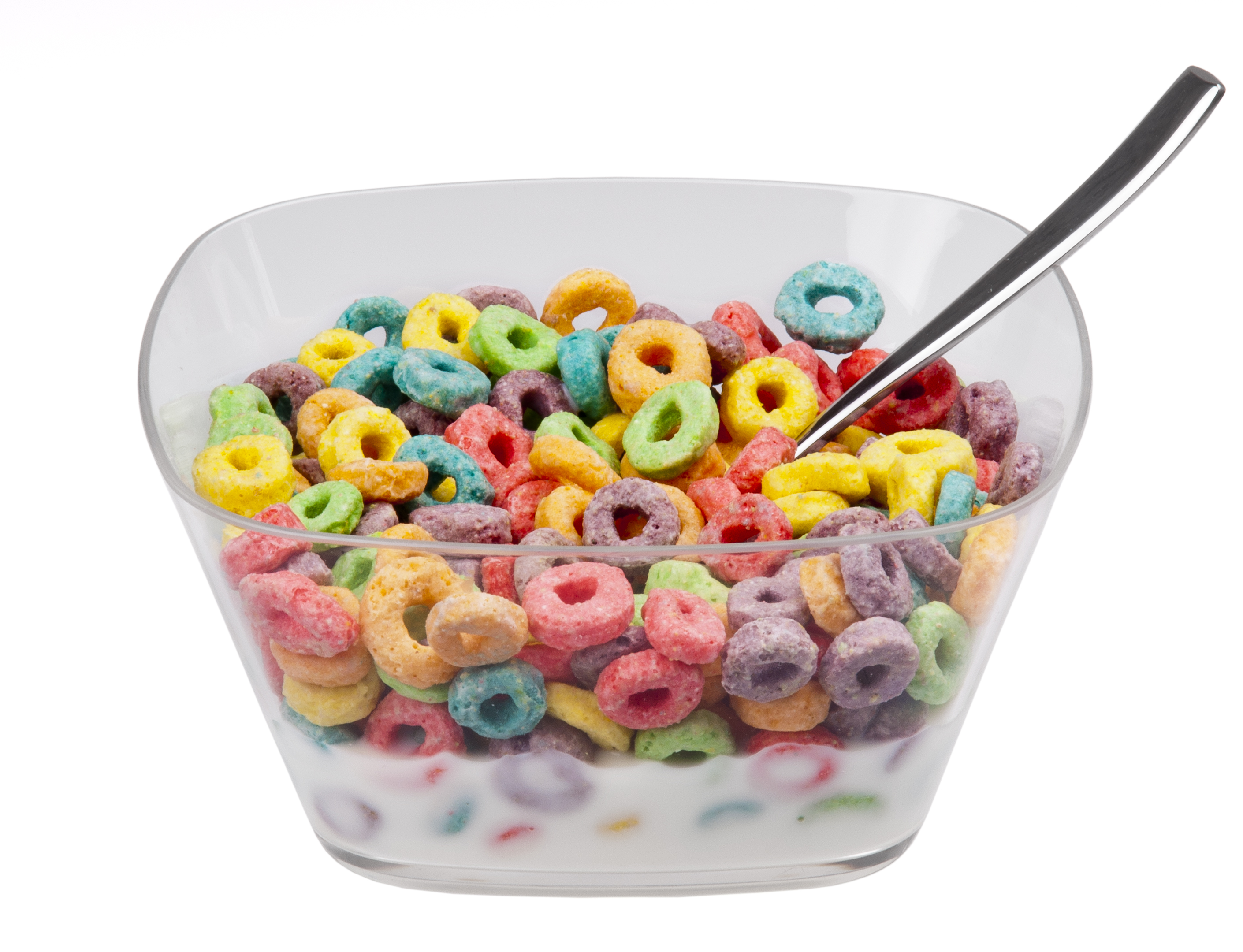
I Froot Loops, esempio di cereali per bambini

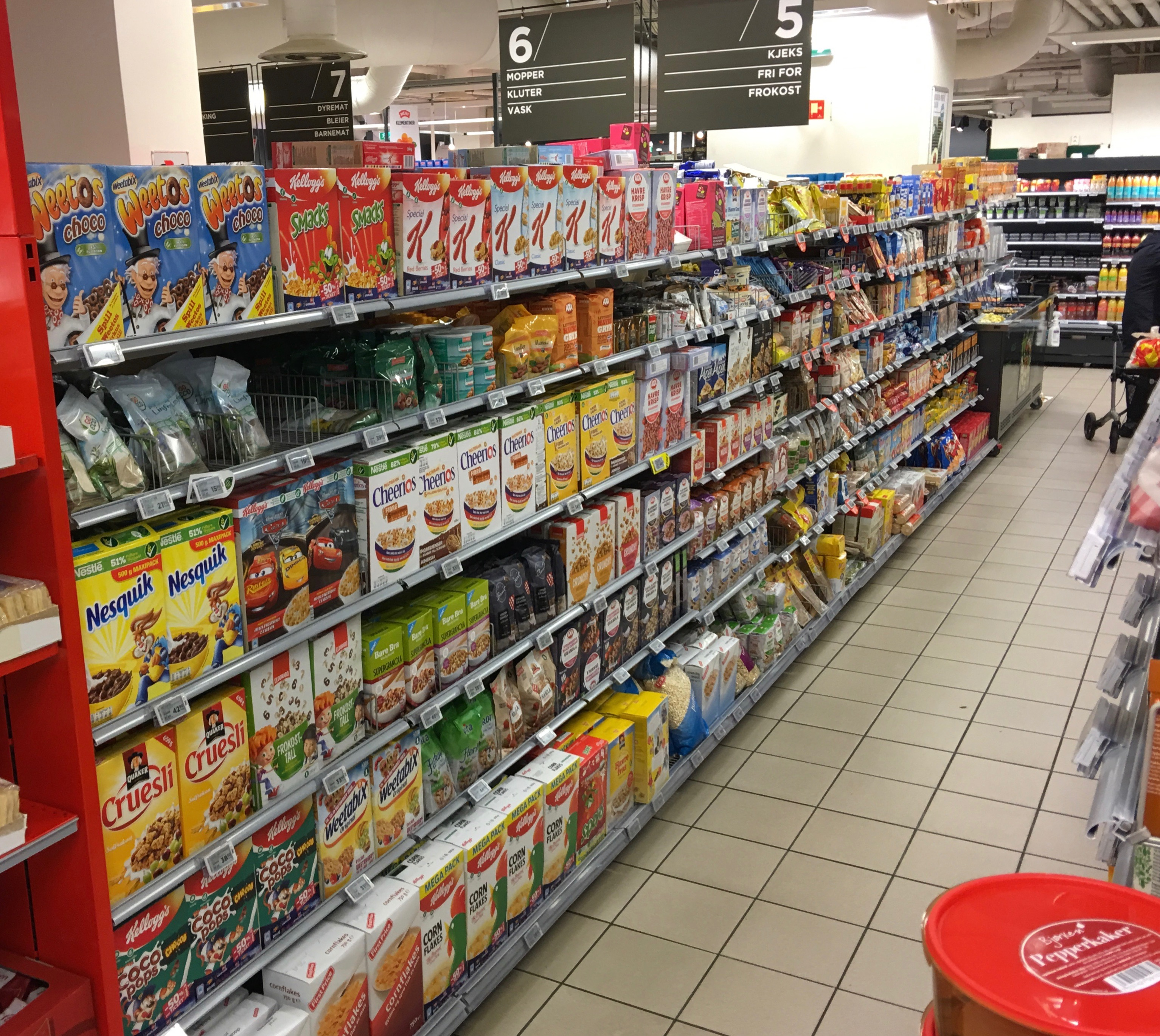
Confezioni di cereali esposte in un supermercato

Dopo la seconda guerra mondiale le grandi aziende produttrici di cereali iniziarono a rivolgersi ai bambini. Cominciarono a raffinare la farina dei cereali per eliminare la fibra, che, all'epoca, si riteneva compromettesse la digestione e l'assorbimento dei nutrienti, e ad aggiungere grandi quantitativi di zucchero per rendere i prodotti più facili da apprezzare da parte dei più piccoli. I nuovi cereali per la colazione erano nettamente diversi dai loro predecessori. Il primo marchio di cereali di questo tipo, Ranger Joe, venne lanciato nel 1939 ed era a base di granaglie soffiate e ricoperte di cioccolato. I Sugar Smacks, che vennero creati nel 1953, contenevano il 56% in peso di saccarosio. Fu allora che le aziende cerealicole idearono le prime mascotte fatte per promuoversi ai più giovani, come ad esempio i folletti della Rice Krispies e Tony la tigre dei Frosties.
In Italia i cereali per la colazione iniziarono a essere consumati soltanto a partire dagli anni sessanta con il boom economico e grazie alle importazioni da Oltreoceano.

### Consumo nel XXI secolo
Tra il 2016 e il 2017, gli americani acquistarono 3.1 miliardi di scatole di cereali da mangiare freddi. Nel 2021, in Italia, il mercato dei cereali per la prima colazione e delle barrette a base di cereali contava un volume di vendite pari a 72.717 tonnellate.